# Terry Southern
Terry Southern (1. května 1924 Alvarado – 29. října 1995 Manhattan) byl americký romanopisec, autor povídek a scenárista.

## Život
Narodil se v Alvaradu v Texasu. Na střední školu, kterou dokončil v roce 1941, docházel do Dallasu; později studoval na univerzitě (prošel několika, nakonec v roce 1948 získal titul z filozofie na Severozápadní univerzitě) a v letech 1943 až 1945 sloužil v armádě – byl nasazen v Anglii a za svou službu získal mj. Bronzovou hvězdu. Po dokončení studia odešel v roce 1948 na základě grantu ze zákona G.I. Bill do Paříže, kde strávil čtyři roky. Seznámil se tam například s Masonem Hoffenbergem, Alexanderem Trocchim a Aramem Avakianem. Již v té době napsal několik povídek, publikovaných například v časopisech The Paris Review a New-Story. V Paříži se v roce 1952 oženil s modelkou Pud Gadiotovou, s níž se odstěhoval zpátky do USA; v roce 1954 se rozvedli. Podruhé se oženil v roce 1956 s Carol Kauffmanovou (rozvedli se 1972 po několikaletém odloučení).
Je spoluautorem scénářů k filmům Dr. Divnoláska aneb Jak jsem se naučil nedělat si starosti a mít rád bombu (1964), Barbarella (1968), Bezstarostná jízda (1969) a dalším. Svůj první román Flash and Filigree vydal v roce 1958, do širšího povědomí se dostal s knihou Candy (rovněž 1958), napsanou ve spolupráci s Hoffenbergem. Ta se o deset let později dočkala filmové adaptace v režii Christiana Marquanda. Mezi jeho další romány patří The Magic Christian (1959; filmové zpracování 1969 v režii Josepha McGratha) a Blue Movie (1970). Povídky vyšly mj. v knize Red-Dirt Marijuana and Other Tastes (1967). V češtině je zastoupen povídkou Mudrcova krev v antologii Zdi iluzí (nakladatelství Motýl, 1998).
Ke konci života žil v městečku East Canaan v Connecticutu; zemřel v nemocnici na Manhattanu na respirační selhání ve věku 71 let poté, co o tři dny dříve zkolaboval při přednášce na Kolumbijské univerzitě.